# Nashua (Minnesota)
Nashua – miasto w Stanach Zjednoczonych, w stanie Minnesota, w hrabstwie Wilkin.